# Royce da 5'9"
Royce da 5'9", właściwie Ryan Daniel Montgomery (ur. 5 lipca 1977) – amerykański raper. Urodził się i dorastał w Detroit w stanie Michigan. Znany jest przede wszystkim ze swych freestyle’ów oraz techniki w bitwach raperskich. Royce jest częścią duetu Bad Meets Evil wraz z Eminemem oraz członkiem hiphopowej supergrupy Slaughterhouse. Ryan do 2011 nagrał pięć albumów studyjnych.

## Kariera
Royce da 5'9" swoją karierę rozpoczął w 1998 roku od współpracy z wytwórnią Tommy Boy Records, która miała wydać jego debiutancki album o nazwie Rock City. Wspólna praca nie trwała długo. Raper po rozstaniu z Tommy Boy Records, przyłączył się do Game Recordings, co pomogło mu nawiązać kontakt z inną wytwórnią – Columbia Records. Jednak i tym razem współpraca nie układała się zbyt dobrze. Columbia opóźniała wydanie Rock City i mimo że w końcu dotrzymała umowy, Royce odszedł z wytwórni. Po odejściu z Columbia Records, reedycja pierwszego albumu Ryana została wydana przez Koch Records / Game Recordings pod nazwą Rock City (Version 2.0). Tym razem nad produkcją albumu czuwał Eminem.
Początkowe trudności z wydaniem pierwszego albumu nie były jednak ostatnimi w karierze Royce’a. Jeszcze w 2002 roku raper postanowił przyłączyć się do Shady Records. Eminem jednak odmówił przyjęcia Royce’a i w niedługim czasie przyjął innego rapera – 50 Centa. Wywołało to istny konflikt między Royce’em a zespołem D12, w którego skład wchodził Eminem. Spór Ryana z Proofem (także członkiem D12) zakończył się w 2003 roku na ulicach Detroit, gdy podczas kłótni z użyciem broni obaj raperzy zostali aresztowani i spędzili noc w sąsiednich celach.
W 2004 roku, Royce da 5'9" wraz z wytwórnią Koch Records wydał drugi album zatytułowany Death is Certain. Drugie studyjne dzieło Royce’a różniło się jednak od jego debiutanckiego albumu. Przede wszystkim jest ono utrzymane w bardziej mrocznych klimatach. Bezpośredni wpływ na to miał konflikt z D12 toczący się podczas nagrań. Rok później Ryan wydał trzeci album o nazwie Independent’s Day. Tym razem jednak współpracując z wytwórnią Trouble Records oraz M.I.C. Records.W 2009 Royce wydał album Street Hop, który był nagrywany pod nadzorem Dj Premiera.
9 sierpnia 2011 odbyła się premiera nowego albumu Royce’a, Success Is Certain.

## Dyskografia

### Albumy studyjne
| Rok  | Tytuł                                                                                   | Notowanie | Notowanie | Notowanie | Notowanie      | RIAA certyfikacje |
| Rok  | Tytuł                                                                                   | US        | US R&B    | US Rap    | US Independent | RIAA certyfikacje |
| ---- | --------------------------------------------------------------------------------------- | --------- | --------- | --------- | -------------- | ----------------- |
| 2002 | Rock City - Data wydania: 26 listopada, 2002 - Wytwórnia: Koch Records/Game Recordings  | –         | 29        | *         | 7              |                   |
| 2004 | Death Is Certain - Data wydania: 24 lutego, 2004 - Wytwórnia: Koch Records              | 161       | 39        | *         | 5              |                   |
| 2005 | Independent’s Day - Data wydania: 28 czerwca, 2005 - Wytwórnia: Trouble Records         | –         | –         | –         | –              |                   |
| 2009 | Street Hop - Data wydania: 6 października, 2009 - Wytwórnia: M.I.C. Records/One Records | 110       | 29        | 11        | 13             |                   |
| 2011 | Success Is Certain - Data wydania: 9 sierpnia, 2011 - Wytwórnia: Shady Records          | 25        | 7         |           | 3              |                   |
| 2016 | Layers - Data wydania: 15 kwietnia, 2016 - Wytwórnia: Bad Half Entertainment            | 22        | 1         |           | 4              |                   |
| 2018 | Book Of Ryan - Data wydania: 4 maja, 2018 - Wytwórnia: eOne Music                       | 24        | 14        |           | 3              |                   |
| 2020 | The Allegory - Data wydania: 21 lutego, 2020 - Wytwórnia: eOne Music                    |           |           |           |                |                   |

### Minialbumy
- The Revival EP (2009)

### Single
| Rok  | Tytuł                                    | Pozycja na liście | Pozycja na liście | Pozycja na liście | Album                                                     |
| Rok  | Tytuł                                    | U.S.              | U.S. R&B          | U.S. Rap          | Album                                                     |
| ---- | ---------------------------------------- | ----------------- | ----------------- | ----------------- | --------------------------------------------------------- |
| 1999 | „I’m the King”                           | –                 | –                 | –                 | Nuttin’ to Do / Scary Movies and Grand Theft Auto III OST |
| 2001 | „We’re Live (Danger)”                    | –                 | –                 | –                 | Grand Theft Auto III OST                                  |
| 2001 | „Boom”                                   | –                 | –                 | –                 | Rock City                                                 |
| 2001 | „You Can’t Touch Me”                     | –                 | 66                | –                 | Rock City                                                 |
| 2002 | „Rock City” (featuring Eminem)           | –                 | 99                | –                 | Rock City                                                 |
| 2003 | „Make This Run”                          | –                 | –                 | –                 | Build & Destroy                                           |
| 2004 | „Hip Hop” (featuring DJ Premier)         | –                 | 98                | –                 | Death Is Certain                                          |
| 2005 | „Politics” (featuring Cee Lo Green)      | –                 | –                 | –                 | Independent’s Day                                         |
| 2005 | „Wet My Whistle” (featuring Sara Stokes) | –                 | –                 | –                 | Independent’s Day                                         |
| 2007 | „Hit Em!”                                | –                 | –                 | –                 | The Bar Exam                                              |
| 2009 | „Shake This”                             | –                 | –                 | –                 | Street Hop                                                |
| 2009 | „Part of Me”                             | –                 | –                 | –                 | Street Hop                                                |
| 2009 | „New Money”                              | –                 | –                 | –                 | Street Hop                                                |
| 2011 | „Writer’s Block” (featuring Eminem)      | –                 | –                 | –                 | Success Is Certain                                        |
| 2011 | „Second Place”                           | –                 | –                 | –                 | Success Is Certain                                        |
| 2011 | „Legendary” (featuring Travis Baker)     | –                 | –                 | –                 | Success Is Certain                                        |